# La isla del tesoro (película de 1988)
La isla del tesoro (en ruso: Остров сокровищ, Ostrov sokrovishch) es una película animada soviética de 1988 en dos partes basada en la novela homónima de 1883 de Robert Louis Stevenson. Fue creado por orden de la Compañía Estatal de Radiodifusión y Televisión de la URSS por el estudio ucraniano Kievnauchfilm. La película es principalmente animación tradicional con algunas secuencias de imagen real, que están en gran parte separadas.
La primera parte de la película se estrenó en 1986 y la segunda en 1988, después de lo cual las dos partes siempre se mostraban juntas. La película alcanzó el estatus de clásico de culto casi inmediatamente después de su estreno, a pesar de que fue directamente a la televisión y nunca se estrenó en cines.
La película ganó los siguientes premios: Gran Premio en Minsk, 1987; Gran Premio en Kiev, 1989; y Primer Premio en el Festival Internacional de Cine de Películas de Televisión en Checoslovaquia.
Una versión estadounidense de esta película llamada The Return to Treasure Island se lanzó directamente en video en 1992. Esta versión de la película es 34 minutos más corta (se eliminaron por completo los episodios con actores vivos) que la versión soviética.

## Reparto de voz
- Valery Bessarab como Jim Hawkins
- Armén Dzhigarjanián como John Silver
- Viktor Andriyenko como Capitán Smollett y Billy Bones, una respuesta de John Silver
- Yevgeny Paperny como Dr. Livesey y narrador de expedientes
- Boris Vozniuk como Squire Trelawney
- Yuri Yákovlev como Ben Gunn
- Grigory Tolchinsky como Perro Negro
- Georgy Kishko como Sacristán
- Vladimir Bystryakov como el perro de Sacristán
- Vladimir Zadneprovsky como el «pirata cobarde»

## Reparto
- Conjunto instrumental de VIA (ВИА) y compañía de teatro «Grotesque»:
  - Valery Chiglyayev como líder
  - Yuri Nevganonny como Capitán Flint
  - Viktor Andriyenko
  - Anatoly Dyachenko
  - Vyacheslav Dubinin
  - Mijaíl Tserishenko
  - Alejandro Levit
  - Vitali Vasilkov
  - Semión Grigoriev
  - David Cherkassky
  - Vladímir Chigliayev
  - Oleg Sheremenko

## Contexto
La isla del tesoro fue producto de la colaboración de dos personas muy conocidas en la URSS: David Cherkassky, un director que, en el momento de su creación, produjo una serie de dibujos animados muy populares, y Radna Sakhaltuev, un dibujante, que tenía una larga y una fructífera historia de colaboración con Cherkassky, así como una historia de ser un dibujante de varias revistas satíricas en Kiev, donde se hizo conocido por su estilo distintivo. Sus colaboraciones anteriores produjeron resultados fructíferos, incluidas las caricaturas sobre las aventuras del Capitán Wrongel (de un tipo de libro ruso de «cuentos fantásticos del mar») y Doctor Aybolit (una caricatura más centrada en los niños). Esto le dio al dúo una reputación que les permitió cierta libertad adicional durante su trabajo futuro, y esto se explotó por completo para la adaptación de la novela, que fue muy liberal en lo que respecta a las caricaturas soviéticas.
Una característica distintiva de la caricatura fue la inclusión de pausas musicales de imagen real: canciones interpretadas por actores en vivo que explicaban, por ejemplo, por qué es una mala idea beber alcohol o fumar.
Si bien el tema se tomó casi literalmente en ocasiones (la caricatura a menudo cita la novela original línea por línea), el enfoque hacia la adaptación cinematográfica fue muy alegre, ya que los piratas eran una realidad bastante lejana para la Unión Soviética. Estos juegan papeles obviamente ridículos, y todo el enfoque de la violencia es caricaturesco. La película generó controversia en 2012 cuando Rusia implementó una nueva ley que prohibía mostrar películas que tuviesen escenas de consumo de alcohol y tabaco a menores. La película utiliza en exceso escenas de beber y fumar ron entre piratas; pero, al mismo tiempo, resaltó que debido a que los villanos tenían malos hábitos de beber y fumar, mientras que los héroes no, los últimos siempre ganaban. Una protesta pública por el destino de clásicos infantiles resultó en la adopción de una excepción especial que permitía que la proyección de «películas que tienen un valor histórico y cultural significativo», incluida La isla del tesoro, estuviera exenta de la ley. La caricatura parodiaba una serie de caricaturas estadounidenses anteriores a la década de 1970, así como algunas películas rusas.
Si bien la película se filmó en la URSS, debido a que la base de operaciones del estudio de animación detrás de la película era Kiev, prácticamente no presenta actores de fama en toda la Unión Soviética en el elenco de voces; sin embargo, todas las personas involucradas en expresar las partes de la caricatura eran bastante famosas en Kiev como actores de teatro, aunque este reconocimiento no se tradujo necesariamente en una fama en toda la Unión Soviética.

## Diferencias con la novela
Para que la novela se adaptara mejor a la pantalla, se realizaron una serie de cambios y simplificaciones relativamente menores en la historia. En primer lugar, todas las peleas se simplifican aunque los participantes comentan los resultados con líneas extraídas directamente de la novela, independientemente de cuánto se parezcan realmente a las acciones en pantalla.
En segundo lugar, los personajes se simplificaron mucho más. Jim Hawkins se convirtió en un «chico muy, muy bueno» con conocimientos de kárate; El doctor Livesey se convirtió en un optimista empedernido que satirizaba a  cada persona con la que se cruzaba; Squire Trelawney se convirtió en una caricatura de un ejecutivo local no tan competente, pero muy ambicioso; y el Capitán Smollett se convirtió en un retrato caricaturesco de un oficial del ejército leal, pero demasiado sencillo para su propio bien. Si bien se hicieron una serie de omisiones adicionales en las tramas, estas simplificaciones en realidad permitieron que la proyección se mantuviera relativamente cerca de la letra y el espíritu de la traducción rusa clásica del libro, lo que hizo que esta adaptación fuera bastante fiel. En particular, Long John Silver se convirtió en uno de los personajes más bajos en altura, y nunca se lo menciona como «largo» en toda la película. Cuando la película se tradujo de nuevo al inglés, como era de esperar, se perdió parte de la precisión.
La película aprovechó al máximo el hecho de que la actitud rusa (o soviética, para el caso) hacia la asignación de calificaciones a las películas es bastante diferente del enfoque de América del Norte: mientras que la escuela de censura rusa/soviética era menos tolerante con las malas palabras y material sexualmente sugerente, permitía considerablemente la violencia, por lo que varias películas estadounidenses con clasificación R se reclasificaron como equivalentes PG-13 una vez que los insultos se reemplazaron con un lenguaje más neutral y se eliminaron las escenas de sexo. Por lo tanto, en lo que a dibujos animados se refiere, esta adaptación de La isla del tesoro es ciertamente violento, al tiempo que permite seguir bastante de cerca el guion.

## En DVD
El 16 de marzo de 2006, el DVD ruso de Krupny Plan (Región 0) contiene la edición rusa original de la película con imágenes restauradas y una mezcla de sonido Dolby Digital 5.1 (así como con el sonido mono original). Esta versión no contiene material extra, ni subtítulos y es solo en ruso.
En 2005, una versión de exportación de la edición rusa de la película de RUSCICO (Región 0) está disponible bajo el título Treasure Island. Esta versión contiene bandas sonoras en ruso (5.1 y 1.0), inglés y francés (5.1 con traducción de una voz en off), así como varios idiomas de subtítulos (inglés, francés, alemán, italiano y español). La imagen no fue restaurada para esta edición. Como característica adicional, hay información de texto sobre David Cherkassky.
El corte directo a video de EE. UU. De 1992 se publicó en EE. UU. Con el título Return to Treasure Island en DVD (Región 1). La imagen no fue restaurada. Sin embargo, el audio en inglés ha sido remasterizado en 5.1. Esta edición de la película no contiene ningún audio en ruso. La edición VHS fue distribuida por Video Treasures.

## Legado
En 2005, el estudio de desarrollo de juegos ucraniano Action Forms hizo el juego oficial de búsqueda para PC Treasure Island. El director de la película, David Cherkassky, así como los miembros originales del elenco de voces Yevgeny Paperny y Viktor Andriyenko, y los animadores y artistas de la antigua Kievnauchfilm, participaron en el desarrollo del juego.